# Ludmilla Hell
Ludmilla Hell (* 7. September 1886 in Graz; † 14. März 1966 in Wien) war eine österreichische Schauspielerin bei Bühne und Film.

## Leben und Wirken
Über Ludmilla Hells Ausbildung ist derzeit nichts bekannt. Sie kam schon frühzeitig nach Berlin, wo sie 1907 den Leiter (gemeinsam mit Rudolf Bernauer) des Berliner Theaters, Carl Meinhard, heiratete. Dieser besetzte sie mit Rollen an seiner Bühne, so sind Auftritte von Ludmilla Hell bei Gastspielen des Berliner Theaters 1909 in Prag und Wien nachweisbar. 1914 ließ sich das Paar scheiden.
1918/19 trat Ludmilla Hell an der Wiener Volksbühne auf, 1922 am Berliner Theater am Kurfürstendamm, und auch in den folgenden Jahren war sie gelegentlich an Berliner Theatern zu sehen. Von 1939 bis nach dem Zweiten Weltkrieg war sie im Theater in der Josefstadt in Wien tätig. 1939 trat sie in Berlin für Maria Ilona vor die Filmkamera, Ende der 1940er und Anfang der 1950er Jahre sah man sie auch regelmäßig in österreichischen Kinoproduktionen. Am besten in Erinnerung geblieben ist ihr Part der Fürstin Lichnowsky in der Beethoven-Filmbiografie Eroica. In späteren Jahren zog sich die Schauspielerin mehr und mehr ins Privatleben zurück.

## Filmografie
- 1917: Der papierene Peter
- 1921: Die Insel der Verschollenen
- 1939: Maria Ilona
- 1943: Romantische Brautfahrt
- 1948: Das Siegel Gottes
- 1949: Zweimal verliebt (Liebe Freundin)
- 1949: Eroica
- 1950: Seitensprünge im Schnee
- 1951: Der alte Sünder
- 1953: Pünktchen und Anton
- 1961: Reporter (Fernsehfilm)